# شوهي يامادا
شوهي يامادا (باليابانية: 山田 修平) (22 أبريل 1993 في أوساكا في اليابان – )؛ هو لاعب كرة قدم ياباني سابق كان يلعب كحارس مرمى.

## وصلات خارجية
- شوهي يامادا على موقع رابطة كرة القدم اليابانية للمحترفين (اليابانية)
- شوهي يامادا على موقع قاعدة بيانات كرة القدم.إي يو (الإنجليزية)
- شوهي يامادا على موقع Soccerway.com (الإنجليزية)